# زوهلندورف
زوهلندورف (به آلمانی: Suhlendorf) یک شهر در آلمان است که در Uelzen واقع شده‌است. زوهلندورف ۲٬۶۱۹ نفر جمعیت دارد.